# (26386) Adelinacozma
(26386) Adelinacozma est un astéroïde de la ceinture principale d'astéroïdes.

## Description
(26386) Adelinacozma est un astéroïde de la ceinture principale d'astéroïdes. Il fut découvert le 9 septembre 1999 à Socorro (Nouveau-Mexique) par le projet LINEAR. Il présente une orbite caractérisée par un demi-grand axe de 2,20 UA, une excentricité de 0,16 et une inclinaison de 5,7° par rapport à l'écliptique.